# Fonction périodique
Pour les articles homonymes, voir Période.
En mathématiques, une fonction périodique est une fonction qui lorsqu'elle est appliquée à une variable, reprend la même valeur si on ajoute à cette variable une certaine quantité fixe appelée période. Des exemples de telles fonctions peuvent être obtenus à partir de phénomènes périodiques, comme l'heure indiquée par la petite aiguille d'une horloge, les phases de la lune, la durée du jour etc.

## Définition

La fonction sinus est périodique de période 2π.

Une fonction {\displaystyle f} définie sur un ensemble {\displaystyle {\mathcal {D}}\subset \mathbb {R} } de nombres réels est dite périodique de période {\displaystyle t\in \mathbb {R} ^{*}} (ou {\displaystyle t}-périodique) si:
{\displaystyle \forall x\in {\mathcal {D}}\quad \mathrm {et} \ x+t\in {\mathcal {D}},\quad f(x+t)=f(x).}
Lorsqu'une fonction est périodique, son graphe reproduit de façon répétitive n’importe quelle portion particulière de longueur une période : c'est une propriété d'invariance par translation.
Par exemple, la fonction partie fractionnaire {\displaystyle f} qui associe à un nombre réel sa partie fractionnaire définie par 
{\displaystyle \forall x\in \mathbb {R} ,\ f(x)=x-\lfloor x\rfloor }
Ici, {\displaystyle \lfloor x\rfloor } désigne la partie entière de {\displaystyle x}. La fonction {\displaystyle f} est périodique et de période 1. Ainsi on a
{\displaystyle f(0{,}5)=f(1{,}5)=f(2{,}5)=\ldots =0{,}5}
Si une fonction {\displaystyle f} est périodique de période {\displaystyle t} alors pour tout {\displaystyle x} appartenant à l'ensemble de définition de {\displaystyle f} et pour tout entier naturel {\displaystyle n} :
{\displaystyle f(x+nt)=f(x)}
Ce résultat se démontre par récurrence.
Dans l'exemple précédent, la fonction étant de période 1, on a pour tout réel {\displaystyle x}
{\displaystyle f(x)=f(x+1)=f(x+2)\ldots }
Pour toute fonction définie sur {\displaystyle \mathbb {R} }, l’ensemble des {\displaystyle t\in \mathbb {R} } tels que {\displaystyle \forall x\in \mathbb {R} ,f(x+t)=f(x)}est un sous-groupe additif de {\displaystyle \mathbb {R} } appelé groupe des périodes de {\displaystyle f}. Lorsque ce groupe est réduit à {\displaystyle \{0\}}, la fonction est dite apériodique.
Lorsque {\displaystyle f} périodique est continue, ce groupe est fermé dans {\displaystyle \mathbb {R} }. Dans ce cas, soit ce groupe est {\displaystyle \mathbb {R} } et {\displaystyle f} est constante, soit ce groupe est un sous-groupe discret de {\displaystyle \mathbb {R} } : {\displaystyle f} admet une plus petite période {\displaystyle T>0}.
Dans le cas non continu, le groupe des périodes de {\displaystyle f} peut être un sous-groupe dense de {\displaystyle \mathbb {R} } : on ne peut plus alors parler de « plus petite période strictement positive ». Par exemple, les périodes de la fonction indicatrice de {\displaystyle \mathbb {Q} } sont les rationnels qui sont denses dans {\displaystyle \mathbb {R} }.
Les fonctions sinus et cosinus sont périodiques et de période 2π.
La théorie des séries de Fourier cherche à écrire une fonction périodique arbitraire comme une somme de fonctions trigonométriques.
En physique, un mouvement périodique est un mouvement dans lequel la position (ou les positions) d'un système sont exprimables à l'aide de fonctions périodiques du temps, ayant toutes la même période.

## Moyenne, dérivée et primitive des fonctions périodiques numériques

### Valeur moyenne
La valeur moyenne d'une fonction périodique {\displaystyle f} intégrable de période {\displaystyle T} est la valeur suivante, qui est indépendante de {\displaystyle a} :
{\displaystyle \mu ={\frac {1}{T}}{\int _{0}^{T}f(x)\mathrm {d} x}={\frac {1}{T}}\int _{a}^{a+T}f(x)\mathrm {d} x}
Ainsi la fonction cosinus est de moyenne nulle, son carré de moyenne 1/2.
Quitte à ajouter une constante à la fonction, on peut changer sa valeur moyenne.

### Dérivée et primitive
- La dérivée d'une fonction {\displaystyle {\mathcal {C}}^{1}}, {\displaystyle T}-périodique, est {\displaystyle T}-périodique et de moyenne nulle
- Une fonction {\displaystyle f} continue et {\displaystyle T}-périodique admet une primitive {\displaystyle T}-périodique si et seulement si {\displaystyle f} est de moyenne nulle (toutes les primitives sont alors périodiques, une seule étant de moyenne nulle).

Pour une étude plus précise des propriétés de la dérivation pour les fonctions périodiques, il faut introduire les séries de Fourier ; on peut alors démontrer l'inégalité de Wirtinger qui compare les normes de {\displaystyle f} et de sa dérivée.